# Agata e Ulisse
Agata e Ulisse è un film per la televisione, diretto da Maurizio Nichetti e trasmesso su Canale 5 il 7 gennaio 2011.

## Trama
Ulisse è un professore universitario che crede nella razionalità. Suo malgrado riceve il compito di gestire un istituto che si occupa di fenomeni paranormali. Nell'istituto, il primo giorno, incontra la sua ex fidanzata Agata. Lei è una fantomatica maga cartomante e viene studiata dall'istituto. Inizialmente Agata e Ulisse, nonostante non si siano visti per 15 anni, continuano ad avere un rapporto molto conflittuale ma, in seguito a un incidente a casa di Agata, lei e sua figlia quattordicenne Milla si ritrovano senza un tetto dove dormire, e così Ulisse decide di ospitarle nella sua attuale casa. Un giorno, una nobile signora di 79 anni di nome Florence si presenta da Agata e le chiede di aiutarla perché suo figlio Roberto non crede all'esistenza del fantasma di Archibald, il marito della signora, morto cadendo dalle scale. Il fantasma prende il sopravvento su Agata che, spaventata, intima a Florence di andarsene via e di non tornare più. Ma, dopo qualche giorno, Milla ricorda alla madre che si è dimenticata di farsi pagare dalla signora e quindi Agata, insieme a Milla e Ulisse, cerca l'indirizzo di Florence; una volta trovatolo, si presenta da lei e le chiede scusa per come l'ha cacciata via in precedenza.
Milla, che è cresciuta senza un padre nella vita di tutti i giorni, cerca di trovarlo pensando alle persone che Agata conosce bene, mentre quest'ultima viene continuamente perseguitata da alcuni numeri che, secondo lei, sono dei segnali. 
La prima vicenda accade da un pasticciere molto amico di Agata che viene "intervistato" da Milla perché crede che possa essere suo padre; quando egli rilascia lo scontrino per la torta acquistata, sulla ricevuta fiscale compare, per un guasto alla macchina, solo il numero 52.
La seconda vicenda accade un giorno che Agata vede la radiosveglia ferma alle ore 00:03; e la terza quando ella va dal meccanico perché quando accende la macchina le cade sopra il numero 7 dell'insegna dell'officina. A questo punto, Agata chiede a Ulisse che cosa possono significare quei numeri e se hanno qualcosa in comune con il fantasma di Archibald: Ulisse le dice di smetterla con queste fissazioni perché i fantasmi non esistono e i numeri non hanno significato. Ma Agata non si arrende e, incontrando per strada la signora Sandra (la storica domestica di casa di Florence) chiede anche a lei ciò che ha chiesto ad Ulisse, ma le ordina di farsi gli affari suoi. Milla, intanto, per scoprire chi è davvero suo padre, progetta con la sua amica Sara, una finta rimpatriata tra i compagni di classe di Agata, per far incontrare la madre e il meccanico. Ma scopre che vanno d'amore e d'accordo, quindi Sara le suggerisce di pensare a qualcuno che Agata odia e Milla pensa subito ad Ulisse.
La mattina successiva Agata cerca su Internet il significato di 3, 7 e 52, scoprendo che, insieme ai numeri 79, 84 e 13, formavano una schedina del SuperEnalotto da cui sono stati vinti 25.000.000 di euro. A Ulisse viene poi in mente che quel giorno che è andato da Florence, quest'ultima aveva detto che si era sposata con Archibald il 7 marzo 1952 e che il marito era morto 84 anni per uno stupido incidente. Agata e Ulisse capiscono tutto e vanno immediatamente a casa di Florence ma, dalla finestra, vedono che la signora ha le mani legate e che la domestica Sandra la sta minacciando con un'arma; dal tubo della cappa, Agata e Ulisse ascoltano la conversazione tra Florence e Sandra: la domestica confessa alla signora che è stata lei ad uccidere Archibald spingendolo giù dalle scale perché, quando egli vinse i 25 milioni, lei gliene chiese uno solo e lui si rifiutò di darglielo. Sandra minaccia Florence chiedendole dov'è la schedina e, dal tubo, Agata e Ulisse dicono insieme: "Nella cappa, più suuuuuuuu!"; quando la domestica si incastra nel tubo, arriva la polizia e l'arresta. Florence ringrazia il fantasma di Archibald per averla salvata e Agata decide di invitare lei e Roberto al compleanno di Milla, dove Ulisse scoprirà di essere suo padre.